# 拉沙佩勒于雷
拉沙佩勒于雷（法語：La Chapelle-Urée，法語發音：[la ʃapɛl yʁe]）是法国芒什省的一个市镇，属于阿夫朗什区。

## 地理
拉沙佩勒于雷（48°40'12"N, 1°8'33"W）面积4.6 平方千米，位于法国诺曼底大区芒什省，该省份为法国西北部沿海省份，西、北、东北三面环大西洋，东起顺时针与卡爾瓦多斯省、奧恩省、马耶讷省和伊勒-维莱讷省接壤。
与拉沙佩勒于雷接壤的市镇（或旧市镇、城区）包括：大塞朗、伊西尼-勒比阿、雷菲韦耶。

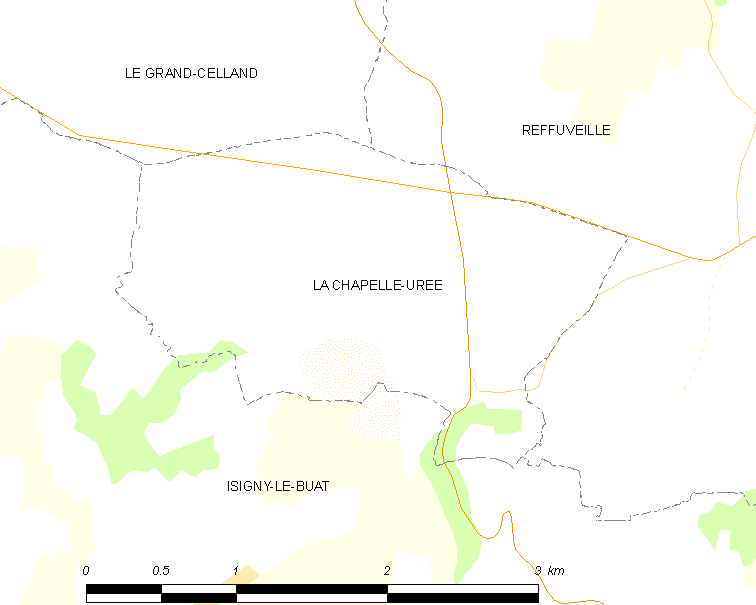
拉沙佩勒于雷的OSM定位图

拉沙佩勒于雷的时区为UTC+01:00、UTC+02:00（夏令时）。

## 行政
拉沙佩勒于雷的邮政编码为50370，INSEE市镇编码为50124。

## 政治
拉沙佩勒于雷所属的省级选区为伊西尼-勒比阿县。

## 人口

1962-2008年间拉沙佩勒于雷人口变化图示

拉沙佩勒于雷于2022年1月1日时的人口数量为171人。